# Fatima Zahra Benzekri
Pour les articles homonymes, voir Benzekri.
Fatima Zahra Benzekri, née le 20 novembre 2001, est une coureuse cycliste marocaine.

## Palmarès sur piste

### Championnats d'Afrique
- Casablanca 2018
  -  Médaillée de bronze de la poursuite par équipes
- Le Caire 2020
  -  Médaillée de bronze de la poursuite par équipes
- Le Caire 2021
  -  Médaillée d'argent de poursuite par équipes (avec Fatima Zahra El Hayani, Nora Sahmoud et Hakima Barhraoui)
  -  Médaillée de bronze de vitesse par équipes (avec Fatima Zahra El Hayani et Hakima Barhraoui)

## Palmarès sur route
- 2018
  - 3e du championnat du Maroc du contre-la-montre juniors
- 2022
  - 3e du championnat du Maroc du contre-la-montre